# П'єр Барден
П'єр Барде́н (фр. Pierre Bardin; 1595, Руан — 29 травня 1635, Париж) — французький літератор, філософ, математик. Член Французької академії.

## Біографія
1623 року Барден написав трактат про канцелярію Великого камергера Франції, який він присвятив тодішньому великому камергеру Клоду Лотаринзькому, герцогу Шеврез. 1629 року П'єр Барден опублікував широкий філософський коментар до Книги Екклезіяста зі Старого Завіту (1626 року був опублікований перший розділ). Цей твір було також перекладено німецькою мовою. Основною працею Бардена були два незавершені томи (загальною кількістю 1500 сторінок) про класичний ідеал чесної людини під назвою «Le Lycée».
У березні 1634 року Барден увійшов до першого складу Французької академії (місце № 29).
1635 року Барден потонув у Сені, коли намагався витягти з води свого семирічного протеже і учня, а згодом герцога Юм'єра, маршала Франції Людовика де Кревана.

## Твори
- Panégyrique au Roy et à la Royne régente sur leur retour de Poictou et Bretagne, présenté à Leurs Majestez. 1614.
- Le grand Chambellan de France, livre où il est amplement traicté des honneurs, droicts et pouvoirs de cet office. 1623.
- Essay du sieur Bardin sur l'Ecclésiaste de Salomon. Camusat, Paris 1626. (перший розділ наступної книги)
- Pensees morales, du Sr. Bardin, sur l'Ecclesiaste de Salomon. Camusat, Paris 1629, 1632, 1639. Rouen 1640. (про книгу Екклезіаста)
- Le lycee du Sr Bardin, ou en plusieurs promenades il est traité des connoissances, des actions, & des plaisirs d'un honneste homme. Des connoissance. Des actions. 2 томи, 1632—1634, 1638, 1640, 1641 (Третій том " Des plaisirs " не був опублікований)
- Pantalogisme mathématique ou ordre tenu en la reception du petit mathématicien gascon professeur en la faculté des sciences mercuriales. Rouen 1642.